# Les Octonauts
 (avril 2021).
- Si vous ne connaissez pas le sujet, laissez ce bandeau (vous pouvez alors contacter les auteurs).
- Si vous supprimez le contenu mis en cause (vous pouvez préalablement contacter les auteurs),

argumentez précisément cette suppression dans la page de discussion
(un manque de référence n'est pas un argument ; une recherche réelle de référence doit avoir été effectuée, être formellement documentée).
 (juillet 2019).
Si vous disposez d'ouvrages ou d'articles de référence ou si vous connaissez des sites web de qualité traitant du thème abordé ici, merci de compléter l'article en donnant les références utiles à sa vérifiabilité et en les liant à la section « Notes et références ».
Les Octonauts (The Octonauts), ou Les Octonautes, est une série télévisée d'animation pour enfants de 3 à 12 ans basée sur les livres pour enfants de Vicki Wong et Michael C. Murphy de Meomi Design, et diffusée depuis le 4 octobre 2010 sur CBeebies.
En France, elle est diffusée avant la version originale de la série depuis le 5 septembre 2010 sur TF1 depuis le 28 août 2023 sur Gulli dans Gulli Doo, puis dans Gulli Up. Elle est diffusée au Québec sur Yoopa[Quand ?]. Elle est inédite en Belgique et en Suisse.

## Synopsis
Suit les aventures d'une équipe d'explorateurs dans les milieux sous-marins. L'équipe des Octonautes est composée de huit aventuriers, animaux humanisés, qui vivent dans une base sous-marine, l'Octocapsule. Ils partent à l'aventure dans leurs véhicules nommés Gup.

## Personnages

### Personnages principaux
Les Octonauts s’appellent ainsi car ils sont 8 (octo). Au cours de leurs aventures, les Octonauts vont rencontrer de nombreuses créatures sous-marines.
| Nom                                     | Animal        | Animal en anglais | "Profession"                                      |
| --------------------------------------- | ------------- | ----------------- | ------------------------------------------------- |
| Capitaine Barnacles (Captain Barnacles) | Ours polaire  | Polar bear        | Capitaine des Octonauts                           |
| Kwazii                                  | Chat          | Cat               | Ancien pirate, " Lieutenant " et Cryptozoologiste |
| Peso                                    | Pingouin      | Penguin           | Infirmier                                         |
| Professeur Inkling (Professor Inkling)  | Pieuvre       | Octopus           | Fondateur des Octonauts et Océanographe           |
| Shellington                             | Loutre de mer | Sea otter         | Biologiste sous-marin                             |
| Twik (Tweak)                            | Lapin         | Rabbit            | Mécanicienne                                      |
| Cassy (Dashi)                           | Chien         | Dog               | Informaticienne et Photographe                    |
| Nave (Tunip)                            | Vegétal       | Vegimal           | Chef cuisinier et Jardinier                       |

### Personnages secondaires
| Nom                                    | Animal            | Animal en anglais | "Profession"                        |
| -------------------------------------- | ----------------- | ----------------- | ----------------------------------- |
| Calico Jack                            | Chat              | Cat               | Grand-père de Kwazii, pirate        |
| Pinto                                  | Pingouin          | Penguin           | Frère de Peso                       |
| Sandy                                  | Tortue de mer     | Sea Turtle        | Amie des Octonauts                  |
| Boris                                  | Narval            | Narwhal           | Ami des Octonauts                   |
| Pearl (Paula)                          | Loutre de mer     | Sea Otter         | Sœur de Shellington (Scientifique)  |
| Bianca                                 | Ours polaire      | Polar bear        | Sœur jumelle du capitaine Barnacles |
| Orson et Ursa                          | Ours polaire      | Polar bear        | Enfants de Bianca                   |
| Professeur Natquik (Professor Natquik) | Renard des neiges | Snow Fox          | Scientifique                        |
| Garde forestier March                  | Lapin             | Rabbit            | Père de Tweak                       |
| Koshi                                  | Chien             | Dog               | Sœur de Cassy                       |
| Ryla                                   | Wombat            | Wombat            | Amie de Cassy                       |

## Vaisseaux
Pendant leurs aventures, les Octonauts vivent dans une base sous-marine appelée Octocapsule et se déplacent à l'aide de nombreux vaisseaux appelés Gups. Ils partent en mission au signal sonore de l'octoalerte, le plus souvent déclenché par le capitaine Barnacles.     
| Véhicule                | Description | Ressemblance                        |
| ----------------------- | --- | ----------------------------------- |
| Octocapsule             | C'est la base mobile des Octonauts et le plus gros véhicule à leur disposition. Ils peuvent se déplacer partout dans les fonds marins grâce à ses propulseurs nucléaires. | Pieuvre géante                      |
| Gup A                   | C'est celui qui est le plus souvent utilisé lors des missions. C'est le Gup favori du Capitaine Barnacles. Il est doté d'un octoturbo et d'un aspirateur au niveau de sa bouche. Il a également un lance biscuits. | Baudroie                            |
| Gup B                   | C'est le plus petit, mais aussi, le plus rapide et le plus furtif des Gups. C'est le Gup préféré de Kwazii. | Requin                              |
| Gup C                   | C'est le plus puissant des Gups; il est pratique pour porter de lourdes charges ou briser la glace. Il possède un treuil pour tracter des Gups en panne jusqu'à l'Octocapsule, par exemple. | Baleine bleue                       |
| Gup D                   | C'est un Gup avec deux modes. Il peut déplier ses jambes et ses bras pinces. C'est le Gup préféré de Tweak. Ses bras pinces peuvent se transformer en foreuses, pour briser la glace ou creuser des galeries, par exemple. | Raie ou Crabe                       |
| Gup E                   | C'est le deuxième Gup le plus utilisé. Il sert de vaisseau-ambulance pour secourir les créatures malades et blessées. C'est le préféré de Peso. Il possède une antenne qui peut se replier et laisser place a un gyrophare ; et les logos "Octonauts", situés sur ses flans, peuvent se retourner et laisser place à des logos d’infirmier. | Guppy                               |
| Gup F                   | C'est le Gup qui n'est que très peu utilisé. C'est un véhicule à pédale et à ossature métallique, le premier créé par Tweak. C'est le plus lent des Gups, mais il ne peut pas tomber à court de batterie. | Poisson-clown                       |
| Gup G                   | C'est un Gup amphibie qui apparaît pour la première fois dans le long métrage "Les Octonauts et les grottes de Sac Actun". Il est orange et peut contenir d'autres Gups. | Salamandre                          |
| Gup H                   | C'est un hélicoptère de couleur verte qui fait son apparition dans la saison 4. | Libellule                           |
| Gup I                   | C'est un Gup qui n’apparaît qu'au cours des missions en Antarctique ou Arctique. | Ours polaire                        |
| Gup J                   | C'est un scooter hydroélectrique libéré par le Gup G. Il est apparu dans le long métrage "Les Octonauts et les grottes de Sac Actun". | Grenouille arborescente             |
| Gup K                   | C'est un Gup qui n’apparaît qu'au cours des missions dans les marécages. | Crocodile                           |
| Gup L                   | Tweak a conçu ce Gup comme un aéroglisseur. Il se déplace en surface aussi bien qu'en profondeur. | Aucune                              |
| Gup M                   | Il est constitué de plusieurs motos. Elles sont de couleur orange/kaki et apparaissent pour la première fois dans le long métrage "Les Octonauts et les grottes de Sac Actun". | Crapaud                             |
| Gup N                   | C'est un futur Gup qui n'est apparu dans aucun épisode à l'heure actuelle. Il est gigantesque. | Calmar Colossal                     |
| Gup O                   | C'est un futur Gup qui n'est apparu dans aucun épisode à l'heure actuelle. Il peut aller sous et sur l'eau mais également sur la glace. | Orque                               |
| Gup P                   | C'est un Gup apparu pour la première fois dans le long métrage Les Octonauts et la Grande Barrière de corail. Il est intégré dans le Gup W. On sait peu de chose sur ses caractéristiques. | Poisson-perroquet                   |
| Gup Q                   | C'est un Gup de sauvetage de couleur bleu et vert dont les phares sont transformables en motos amphibie. | Requin marteau                      |
| Gup R                   | C'est un Gup utilisé par Kwazi et son grand père, il peut se surlever et flotter sur l'eau. | Voilier                             |
| Gup S                   | C'est un Gup d'exploitation glacière. Il peut se séparer en différentes parties. Il est de couleur orange. | Narval                              |
| Gup T                   | C'est un futur Gup de couleur orange et verte qui roule au fond des océans. | Cochon de mer                       |
| Gup U                   | C'est un futur Gup dont on ne connait pas encore les caractéristiques. Il est de couleur bleu et jaune. | Poisson-grenouille                  |
| Gup V                   | C'est le Gup des Végétaux lors de l'épisode spécial "Le noël des Végétaux". Il est de couleur rouge et blanc. | Siphonophore                        |
| Gup W                   | C'est un Gup qui sert de station médicale mobile à Peso. Il est apparu pour la première fois dans le long métrage Les Octonauts et la Grande Barrière de corail.Il est de couleur bleu et blanc. | Requin-baleine                      |
| Gup X                   | C'est un Gup très puissant qu'offre Tweak au Capitaine Barnacles pour Noël dans l'épisode spécial Les Octonauts et le Grand Sauvetage de Noël. Il peut se décomposer en trois parties: La base du Gup (qui ne bouge pas), le planeur, qui comme son nom l'indique, vole, et l'octoski, un petit véhicule rapide et furtif. | Crabe en fer à cheval (Limulidae)   |
| Gup Y                   | C'est un futur Gup qui peut fonctionner en complément de l'Octolab. Il est capable de nettoyer les fonds marins notamment en enlevant les roches tombées. | Crabe yéti                          |
| Gup Z                   | C'est un ensemble de Gup numéroté de 1 à 5 apparu pour la première fois dans le long métrage Les Octonauts et la Ceinture de feu. Les 5 Gup peuvent s'associer pour former le MégaGup Z, de manière temporaire. Il a deux mode : Mode Crevette abyssale ou Mode Crevette mante. Ce robot pilotable est déjà sacrément rapide et puissant en Mode Crevette abyssale, et ses bras pinces sont dotées d'aspirateurs; il peut aussi générer un champ de force servant de bouclier protecteur. Le Mode Crevette mante, bien qu'énergivore, lui permet de déployer son plein potentiel : en Mode Crevette mante, le Mégagup Z devient un mecha bipède; il peut sauter haut grâce aux propulseurs pneumatiques de ses pieds et scanner les environs avec sa vision crevette mante. Son bouclier thermique devient un super bouclier thermique; et il peut détruire des rochers à l'aide de sa pince harpon ou les pulvériser d'un coup de sa pince marteau. | Crevette abyssale ou Crevette mante |
| Octolab des profondeurs | C'est la station sous-marine des abysses utilisée dans l'épisode spécial se déroulant dans la fosse des Mariannes. Ainsi que dans l'épisode : "les Vers bombardiers". | Aucune                              |
| Octostation             | C'est une base de réparation et de construction sous marine qui se déploie depuis une entrée située au sol quelque part en mer. Elle fait son apparition dans plusieurs épisodes comme "La fosse des Mariannes" ou "Les grenouilles venimeuses". | Aucune                              |
| Octoray                 | C'est une base conçue pour les interventions dans de nombreux milieux naturels. Elle peut voler comme un avion et se poser comme un hélicoptère. | Raie Manta                          |
| TerraGup 1              | Le premier Gup conçu pour les missions sur la terre ferme. Il a des pattes extensibles, des mandibules rétractables et des ailes lui permettant de voler. | Scarabée rhinocéros, Coccinelle     |
| TerraGup 2              | Ce Gup peut se déplacer en se roulant en boule. Sa carapace rétractable est résistante, et il peut creuser avec ses pattes avant. | Pangolin                            |
| TerraGup 3              | C'est un Gup conçu tel une pelleteuse. Il permet de déplacer les petits mammifères coincés par les eaux. | Charançon girafe                    |
| TerraGup 4              | D'une belle légèreté, ce Gup est silencieux. | Tortue marine                       |
| TerraGup 5              | C'est un Gup tout-terrain : il peut ramper au dessus, au dessous, autour et à travers n'importe quelle surface. | Mille-pattes                        |

## Distribution

### Voix originales
- Simon Greenall : Capitaine Barnacles
- Rob Rackstraw : Kwazii
- Paul Panting : Peso
- Keith Wickham : Professeur Inkling, Shellington
- Jo Wyatt : Twik
- Teresa Gallagher : Cassy
- Michael C. Murphy : Nave

### Voix françaises
- Jérémy Prévost : Capitaine Barnacles, Professeur Inkling
- Dimitri Rougeul : Kwazii, Peso
- Kelly Marot : Cassy, Twik
- Yoann Sover : Shellington

Version française
- Studio de doublage : Karina Films
- Direction artistique : Claudio Ventura

## Livres
Il y a quatre livres originaux de Meomi publiés aux États-Unis par Immedium en 2006, puis au Royaume-Uni par Harper Collins en 2009. Un cinquième opus est sorti en octobre 2012 et un sixième en juillet 2014.
1. The Octonauts & the Only Lonely Monster, à propos d'un calamar géant solitaire et seul ;
2. The Octonauts & the Sea of Shade, à propos d'un monde où les ombres de chacun ont disparu ;
3. The Octonauts & the Frown Fish, à propos d'un poisson-chat morose ;
4. The Octonauts & the Great Ghost Reef, à propos d'un récif de corail fantôme ;
5. The Octonauts explore the Great Big Ocean, où les Octonauts reviennent sur les origines des Vegétaux ;
6. The Octonauts & the Growing Goldfish, à propos de Dunkie, un poisson rouge énorme qui n'arrête pas de grandir.

## Liste des épisodes

### Saison 1
La saison 1 est composée de 50 épisodes et de 2 épisodes spéciaux pour Noël, diffusés du 4 octobre 2010 au 1er décembre 2011 sur CBeebies.
| Première saison (2010-2011) |    |                                                       |                                          |                     |
| No                          | #  | Titre en français                                     | Titre original                           | Diffusion originale |
| --------------------------- | -- | ----------------------------------------------------- | ---------------------------------------- | ------------------- |
| 1                           | 1  | Les Octonauts et le Requin-baleine                    | Octonauts, the Whale Shark               | 4 octobre 2010      |
| 2                           | 2  | Les Octonauts et la Tempête sous-marine               | Octonauts, the Undersea Storm            | 5 octobre 2010      |
| 3                           | 3  | Les Octonauts et le Crabe et l'Oursin                 | Octonauts, the Crab and Urchin           | 6 octobre 2010      |
| 4                           | 4  | Les Octonauts et le Chef Morse                        | Octonauts and the Walrus Chief           | 7 octobre 2010      |
| 5                           | 5  | Les Octonauts et les Poissons Volants                 | Octonauts and the Flying Fish            | 8 octobre 2010      |
| 6                           | 6  | Les Octonauts et le Calamar Géant                     | Octonauts and the Giant Squid            | 11 octobre 2010     |
| 7                           | 7  | Les Octonauts et les Orques                           | Octonauts and the Orcas                  | 12 octobre 2010     |
| 8                           | 8  | Les Octonauts et les Algues Proliférantes             | Octonauts and the Great Algae Escape     | 13 octobre 2010     |
| 9                           | 9  | Les Octonauts et les Rémipèdes                        | Octonauts and the Remipedes              | 14 octobre 2010     |
| 10                          | 10 | Les Octonauts et les Espadons Voiliers                | Octonauts and the Speedy Sailfish        | 15 octobre 2010     |
| 11                          | 11 | Les Octonauts et les Frères Bob                       | Octonauts and the Blobfish Brothers      | 18 octobre 2010     |
| 12                          | 12 | Les Octonauts et le Monstre Marin                     | Octonauts and the Monster Map            | 19 octobre 2010     |
| 13                          | 13 | Les Octonauts et l'Étoile de Mer                      | Octonauts and the Lost Sea Star          | 20 octobre 2010     |
| 14                          | 14 | Les Octonauts et la Baleine à Bosse Albinos           | Octonauts and the Albino Humpback Whale  | 21 octobre 2010     |
| 15                          | 15 | Les Octonauts et la Forêt de Varech                   | Octonauts and the Giant Kelp Forest      | 22 octobre 2010     |
| 16                          | 16 | Les Octonauts et les Anémones de Mer                  | Octonauts and the Enemy Anemones         | 25 octobre 2010     |
| 17                          | 17 | Les Octonauts et Boris le Narval                      | Octonauts and the Narwhal                | 26 octobre 2010     |
| 18                          | 18 | Les Octonauts et la Zone de Minuit                    | Octonauts and the Midnight Zone          | 27 octobre 2010     |
| 19                          | 19 | Les Octonauts et la Crevette Géante                   | Octonauts and the Snapping Shrimp        | 28 octobre 2010     |
| 20                          | 20 | Les Octonauts et le Concombre de Mer                  | Octonauts and the Snot Sea Cucumber      | 29 octobre 2010     |
| 21                          | 21 | Les Octonauts et le Tourbillon Géant                  | Octonauts and the Giant Whirlpool        | 1er novembre 2010   |
| 22                          | 22 | Les Octonauts et les Bernard-l'Hermite                | Octonauts and the Hermit Crabs           | 2 novembre 2010     |
| 23                          | 23 | Les Octonauts et la Baleine Désorientée               | Octonauts and the Mixed-Up Whales        | 3 novembre 2010     |
| 24                          | 24 | Les Octonauts et le Sauvetage dans la Forêt de Varech | Octonauts and the Kelp Forest Rescue     | 4 novembre 2010     |
| 25                          | 25 | Les Octonauts et le Crabe Décorateur                  | Octonauts and the Decorator Crab         | 5 novembre 2010     |
| 26                          | 26 | Les Octonauts et les Dauphins Blancs                  | Octonauts and the Beluga Whales          | 6 décembre 2010     |
| 27                          | 27 | Les Octonauts et le Poisson Pilote                    | Octonauts and the Hungry Pilot Fish      | 7 décembre 2010     |
| 28                          | 28 | Les Octonauts et le Vampire des Abysses               | Octonauts and the Vampire Squid          | 8 décembre 2010     |
| 29                          | 29 | Les Octonauts et les Hippocampes                      | Octonauts and the Seahorse Tale          | 9 décembre 2010     |
| 30                          | 30 | Les Octonauts et le Comb-Jelly                        | Octonauts and the Giant Jelly            | 10 décembre 2010    |
| 31                          | 31 | Les Octonauts et les Requins-Cigares                  | Octonauts and the Cookiecutter Sharks    | 13 décembre 2010    |
| 32                          | 32 | Les Octonauts et le Régalec                           | Octonauts and the Oarfish                | 14 décembre 2010    |
| 33                          | 33 | Les Octonauts et la Blennie-Dent-de-Peigne            | Octonauts and the Combtooth Blenny       | 15 décembre 2010    |
| 34                          | 34 | Les Octonauts et les Méduses                          | Octonauts and the Jellyfish Bloom        | 16 décembre 2010    |
| 35                          | 35 | Les Octonauts et le Bébé Dauphin                      | Octonauts and the Baby Dolphin           | 17 décembre 2010    |
| 36                          | 36 | Les Octonauts et Booo                                 | Octonauts and the Scary Spookfish        | 24 janvier 2011     |
| 37                          | 37 | Les Octonauts et la Visite Médicale chez les Orques   | Octonauts and the Arctic Orcas           | 25 janvier 2011     |
| 38                          | 38 | Les Octonauts et les Anguilles Visqueuses             | Octonauts and the Slime Eels             | 26 janvier 2011     |
| 39                          | 39 | Les Octonauts et l'Eléphant de Mer                    | Octonauts and the Enormous Elephant Seal | 27 janvier 2011     |
| 40                          | 40 | Les Octonauts et le Banc de Sardines                  | Octonauts and the Sardine School         | 28 janvier 2011     |
| 41                          | 41 | Les Octonauts et le Récif de Corail                   | Octonauts and the Dolphin Reef Rescue    | 31 janvier 2011     |
| 42                          | 42 | Les Octonauts et la Métamorphose des Anguilles        | Octonauts and the Eel Ordeal             | 1 février 2011      |
| 43                          | 43 | Les Octonauts et les Iguanes marins des Galapagos     | Octonauts and the Marine Iguanas         | 2 février 2011      |
| 44                          | 44 | Les Octonauts et le Requin Lanterne                   | Octonauts and the Dwarf Lanternshark     | 3 février 2011      |
| 45                          | 45 | Les Octonauts et le Poisson Perroquet                 | Octonauts and the Pirate Parrotfish      | 4 février 2011      |
| 46                          | 46 | Les Octonauts et les Raies Électriques                | Octonauts and the Electric Torpedo Rays  | 7 février 2011      |
| 47                          | 47 | Les Octonauts et la Seiche                            | Octonauts and the Crafty Cuttlefish      | 8 février 2011      |
| 48                          | 48 | Les Octonauts et le Requin-Citron                     | Octonauts and the Lost Lemon Shark       | 9 février 2011      |
| 49                          | 49 | Les Octonauts et le Humuhumunukunukuapua'a            | Octonauts and the Humuhumunukunukuapua'a | 10 février 2011     |
| 50                          | 50 | Les Octonauts et le Crabe-Araignée Géant              | Octonauts and the Giant Spider Crab      | 11 février 2011     |

### Saison 1 (spéciaux)
Ces épisodes durent 22-23 minutes.
| Épisodes spéciaux (2010-2011) |    |                                                   |                                          |                     |
| No                            | #  | Titre en français                                 | Titre original                           | Diffusion originale |
| ----------------------------- | -- | ------------------------------------------------- | ---------------------------------------- | ------------------- |
| 51                            | 51 | Les Octonauts et la Course à la Palourde d'Argent | Octonauts and the Great Penguin Race     | 13 décembre 2010    |
| 52                            | 52 | Les Octonauts et le Grand Sauvetage de Noël       | Octonauts and the Great Christmas Rescue | 1er décembre 2011   |

### Saison 2
La saison 2 est composée de 22 épisodes et de 2 épisodes spéciaux, diffusés du 19 novembre 2012 au 3 septembre 2013 sur CBeebies.
| Deuxième saison (2012-2013) |    |                                             |                                           |                     |
| No                          | #  | Titre en français                           | Titre original                            | Diffusion originale |
| --------------------------- | -- | ------------------------------------------- | ----------------------------------------- | ------------------- |
| 53                          | 1  | Les Octonauts et le Calamar Gigantesque     | Octonauts and the Colossal Squid          | 19 novembre 2012    |
| 54                          | 2  | Les Octonauts et les Manchots Adélie        | Octonauts and the Adelie Penguins         | 20 novembre 2012    |
| 55                          | 3  | Les Octonauts et les Crabes de Cocotiers    | Octonauts and the Coconut Crabs           | 21 novembre 2012    |
| 56                          | 4  | Les Octonauts et le Grand requin blanc      | Octonauts and the Great White Shark       | 22 novembre 2012    |
| 57                          | 5  | Les Octonauts et les Serpents de Mer        | Octonauts and the Sea Snakes              | 23 novembre 2012    |
| 58                          | 6  | Les Octonauts et les Baleines Boréales      | Octonauts and the Bowhead Whales          | 26 novembre 2012    |
| 59                          | 7  | Les Octonauts et l'Opistognathe             | Octonauts and the Jawfish                 | 27 novembre 2012    |
| 60                          | 8  | Les Octonauts et le Poisson Globe           | Octonauts and the Porcupine Pufferfish    | 28 novembre 2012    |
| 61                          | 9  | Les Octonauts et les Poissons Demoiselles   | Octonauts and the Damselfish              | 29 novembre 2012    |
| 62                          | 10 | Les Octonauts et Simon le Cachalot          | Octonauts and the Scared Sperm Whale      | 30 novembre 2012    |
| 63                          | 11 | Les Octonauts et le Calamar aux Longs Bras  | Octonauts and the Long Armed Squid        | 11 mars 2013        |
| 64                          | 12 | Les Octonauts et les Crabes Violonistes     | Octonauts and the Fiddler Crab            | 12 mars 2013        |
| 65                          | 13 | Les Octonauts et les Raies Manta            | Octonauts and the Manta Rays              | 13 mars 2013        |
| 66                          | 14 | Les Octonauts et les Épées volantes         | Octonauts and the Swashbuckling Swordfish | 14 mars 2013        |
| 67                          | 15 | Les Octonauts et le Baliste                 | Octonauts and the Triggerfish             | 15 mars 2013        |
| 68                          | 16 | Les Octonauts et la Pieuvre mimétique       | Octonauts and the Mimic Octopus           | 13 mai 2013         |
| 69                          | 17 | Les Octonauts et les Rascasses volantes     | Octonauts and the Lionfish                | 14 mai 2013         |
| 70                          | 18 | Les Octonauts et les Hippocampes Feuilles   | Octonauts and the Leafy Sea Dragons       | 15 mai 2013         |
| 71                          | 19 | Les Octonauts et les Lamantins              | Octonauts and the Manatees                | 16 mai 2013         |
| 72                          | 20 | Les Octonauts et le Crocodile marin         | Octonauts and the Saltwater Crocodile     | 17 mai 2013         |
| 73                          | 21 | Les Octonauts et le Poissons-Perroquets     | Octonauts and the Humphead Parrotfish     | 2 septembre 2013    |
| 74                          | 22 | Les Octonauts et les Grandgousiers-Pélicans | Octonauts and the Gulper Eels             | 3 septembre 2013    |

### Saison 2 (spéciaux)
Ces épisodes durent 22-23 minutes.
| Épisodes spéciaux (2013) |    |                                           |                                            |                     |
| No                       | #  | Titre en français                         | Titre original                             | Diffusion originale |
| ------------------------ | -- | ----------------------------------------- | ------------------------------------------ | ------------------- |
| 75                       | 23 | Les Octonauts et l'Aventure sur l'Amazone | Octonauts and the Amazon Adventure         | 1er janvier 2013    |
| 76                       | 24 | Les Octonauts et la Fosse des Mariannes   | Octonauts and the Mariana Trench Adventure | 27 mai 2013         |

### Saison 3
La saison 3 est composée de 22 épisodes et de 2 épisodes spéciaux, diffusés du 4 septembre 2013 au 22 septembre 2015 sur CBeebies.
| Troisième saison (2013-2015) |    |                                               |                                         |                     |
| No                           | #  | Titre en français                             | Titre original                          | Diffusion originale |
| ---------------------------- | -- | --------------------------------------------- | --------------------------------------- | ------------------- |
| 77                           | 1  | Les Octonauts et le Siphonophore              | Octonauts and the Siphonophore          | 4 septembre 2013    |
| 78                           | 2  | Les Octonauts et les Oursons d'eau            | Octonauts and the Water Bears           | 5 septembre 2013    |
| 79                           | 3  | Les Octonauts et le Cône géographe            | Octonauts and the Cone Snails           | 6 septembre 2013    |
| 80                           | 4  | Les Octonauts et le Récif artificiel          | Octonauts and the Artificial reef       | 9 septembre 2013    |
| 81                           | 5  | Les Octonauts et les Baleines à bosse         | Octonauts and the Humpback Whales       | 10 septembre 2013   |
| 82                           | 6  | Les Octonauts et les Pélicans                 | Octonauts and the Pelicans              | 11 septembre 2013   |
| 83                           | 7  | Les Octonauts et les Cochons de mer           | Octonauts and the Sea Pigs              | 12 septembre 2013   |
| 84                           | 8  | Les Octonauts et le Crabe yéti                | Octonauts and the Yeti Crab             | 13 septembre 2013   |
| 85                           | 9  | Les Octonauts et les Barracudas               | Octonauts and the Barracudas            | 10 mars 2014        |
| 86                           | 10 | Les Octonauts et les Ornithorynques           | Octonauts and the Duck-Billed Platypus  | 11 mars 2014        |
| 87                           | 11 | Les Octonauts et les Patineurs des mers       | Octonauts and the Sea Skaters           | 12 mars 2014        |
| 88                           | 12 | Les Octonauts et les Poissons grenouilles     | Octonauts and the Mudskippers           | 13 mars 2014        |
| 89                           | 13 | Les Octonauts et le Phoque                    | Octonauts and the Harbour Seal          | 14 mars 2014        |
| 90                           | 14 | Les Octonauts et la méduse à crinière de lion | Octonauts and the Lion's Mane Jellyfish | 17 mars 2014        |
| 91                           | 15 | Les Octonauts et les Crabes rouges            | Octonauts and the Red Rock Crabs        | 18 mars 2014        |
| 92                           | 16 | Les Octonauts et l'Éponge de mer              | Octonauts and the Sea Sponge            | 19 mars 2014        |
| 93                           | 17 | Les Octonauts et la Méduse immortelle         | Octonauts and the Immortal jellyfish    | 20 mars 2014        |
| 94                           | 18 | Les Octonauts et l'invasion d'Oursins         | Octonauts and the Urchin Invasion       | 21 mars 2014        |
| 95                           | 19 | Les Octonauts et les Requins marteaux         | Octonauts and the Hammerhead sharks     | 21 septembre 2015   |
| 96                           | 20 | Les Octonauts et la Tortue caouanne           | Octonauts and the Loggerhead sea turtle | 22 septembre 2015   |

### Saison 3 (spéciaux)
Ces épisodes durent 22-23 minutes.
| Épisodes spéciaux (2013-2014) |    |                                            |                                          |                     |
| No                            | #  | Titre en français                          | Titre original                           | Diffusion originale |
| ----------------------------- | -- | ------------------------------------------ | ---------------------------------------- | ------------------- |
| 97                            | 21 | Les Octonauts et le Noël des Végétaux      | Octonauts and a Very Vegimals Christmas  | 17 décembre 2013    |
| 98                            | 22 | Les Octonauts et la Mission en Antarctique | Octonauts and the Over, Under Adventure  | 14 mars 2014        |
| 99                            | 23 | Les Octonauts et l'Aventure en Arctique    | Octonauts and the Great Arctic Adventure | 17 décembre 2014    |

### Saison 4
La saison 4 est composée de 24 épisodes et de 2 épisodes spéciaux, diffusés du 23 septembre 2015 au 27 octobre 2017 sur CBeebies.
| Quatrième saison (2015-2017) |    |                                                              |                                             |                     |
| No                           | #  | Titre en français                                            | Titre original                              | Diffusion originale |
| ---------------------------- | -- | ------------------------------------------------------------ | ------------------------------------------- | ------------------- |
| 100                          | 1  | Les Octonauts et les Grenouilles venimeuses                  | Octonauts and the Poison Dart Frogs         | 23 septembre 2015   |
| 101                          | 2  | Les Octonauts et le Lac enfoui sous la glace                 | Octonauts and the Hidden Lake               | 24 septembre 2015   |
| 102                          | 3  | Les Octonauts et l'Ancienne Octocapsule                      | Octonauts and the Octopod Mystery           | 25 septembre 2015   |
| 103                          | 4  | Les Octonauts et les bébés Tortues de mer                    | Octonauts and the Baby Sea Turtles          | 28 septembre 2015   |
| 104                          | 5  | Les Octonauts et les bébés Morses                            | Octonauts and the Walrus Pups               | 29 septembre 2015   |
| 105                          | 6  | Les Octonauts et les Crevettes mantes                        | Octonauts and the Mantis Shrimp             | 30 septembre 2015   |
| 106                          | 7  | Les Octonauts et le Mystérieux chant de la Baleine solitaire | Octonauts and the Loneliest Whale           | 1er octobre 2015    |
| 107                          | 8  | Les Octonauts et les Homards des arbres                      | Octonauts and the Tree Lobsters             | 2 octobre 2015      |
| 108                          | 9  | Les Octonauts et le Gobie bagnard                            | Octonauts and the Convict Fish              | 14 décembre 2015    |
| 109                          | 10 | Les Octonauts et les Manchots empereurs                      | Octonauts and the Emperor Penguins          | 16 décembre 2015    |
| 110                          | 11 | Les Octonauts et les Écrevisses des marécages                | Octonauts and the Crawfish                  | 3 décembre 2016     |
| 111                          | 12 | Les Octonauts et les Flamant rose                            | Octonauts and the Flamingos                 | 4 décembre 2016     |
| 112                          | 13 | Les Octonauts et le Requin-tigre                             | Octonauts and the Tiger Shark               | 27 mai 2017         |
| 113                          | 14 | Les Octonauts et le Poisson lune                             | Octonauts and the Sunfish                   | 28 mai 2017         |
| 114                          | 15 | Les Octonauts et le Cœlacanthe                               | Octonauts and the Coelacanth                | 29 mai 2017         |
| 115                          | 16 | Les Octonauts et les Escargots de mer                        | Octonauts and the Surfing Snails            | 6 septembre 2017    |
| 116                          | 17 | Les Octonauts et les Serpents de mer à ventre jaune          | Octonauts and the Yellow Bellied Sea Snakes | 13 septembre 2017   |
| 117                          | 18 | Les Octonauts et les Hippopotames                            | Octonauts and the Hippos                    | 20 septembre 2017   |
| 118                          | 19 | Les Octonauts et l'Opération "coopération"                   | Octonauts: Operation Cooperation            | 27 septembre 2017   |
| 119                          | 20 | Les Octonauts et les Vers bombardiers                        | Octonauts and the Bomber Worms              | 23 octobre 2017     |
| 120                          | 21 | Les Octonauts et le Mystérieux monstre du Varech             | Octonauts and the Kelp Monster Mystery      | 24 octobre 2017     |
| 121                          | 22 | Les Octonauts et le Voleur de noix de coco                   | Octonauts and the Coconut Crisis            | 25 octobre 2017     |
| 122                          | 23 | Les Octonauts et le Bébé alligator                           | Octonauts and the Baby Gator Search         | 26 octobre 2017     |
| 123                          | 24 | Les Octonauts & les Dauphins à long bec                      | Octonauts and the Spinner Dolphins          | 27 octobre 2017     |

### Saison 4 (spéciaux)
Ces épisodes durent 22-23 minutes.
| Épisodes spéciaux (2015-2016) |    |                                         |                                         |                     |
| No                            | #  | Titre en français                       | Titre original                          | Diffusion originale |
| ----------------------------- | -- | --------------------------------------- | --------------------------------------- | ------------------- |
| 124                           | 25 | Les Octonauts et la mission Grand Froid | Octonauts and the Operation Deep Freeze | 15 décembre 2015    |
| 125                           | 26 | Les Octonauts et la mission Everglades  | Octonauts and the Great Swamp Search    | 3 décembre 2016     |

### Saison 5
| Cinquième saison (2021-) |    |                   |                                               |                     |
| No                       | #  | Titre en français | Titre original                                | Diffusion originale |
| ------------------------ | -- | ----------------- | --------------------------------------------- | ------------------- |
|                          | 1  |                   | Octonauts and the Great Octo-Bot Rescue       | TBA                 |
|                          | 2  |                   | Octonauts and the Beavers                     | TBA                 |
|                          | 3  |                   | Octonauts and the Hawksbill Sea Turtle        | TBA                 |
|                          | 4  |                   | Octonauts and the Giant Sea Spiders           | TBA                 |
|                          | 5  |                   | Octonauts and the Sawfish                     | TBA                 |
|                          | 6  |                   | Octonauts and the Sea Lions                   | TBA                 |
|                          | 7  |                   | Octonauts and the Nautilus                    | TBA                 |
|                          | 8  |                   | Octonauts and the Grey Whales                 | TBA                 |
|                          | 9  |                   | Octonauts and the Flying Squid                | TBA                 |
|                          | 10 |                   | Octonauts and the Feeding Frenzy              | TBA                 |
|                          | 11 |                   | Octonauts and the Ghost Ship                  | TBA                 |
|                          | 12 |                   | Octonauts and the Wood Eating Catfish         | TBA                 |
|                          | 13 |                   | Octonauts and the Seven Sea Squirts           | TBA                 |
|                          | 14 |                   | Octonauts and the Bullfrogs                   | TBA                 |
|                          | 15 |                   | Octonauts and the Beaked Whales               | TBA                 |
|                          | 16 |                   | Octonauts and the Blufin Tuna                 | TBA                 |
|                          | 17 |                   | Octonauts and the Axolotls                    | TBA                 |
|                          | 18 |                   | Octonauts and the Blue Whale Rescue           | TBA                 |
|                          | 19 |                   | Octonauts and the Zombie Worms                | TBA                 |
|                          | 20 |                   | Octonauts and the Mud Volcanoes               | TBA                 |
|                          | 21 |                   | Octonauts and the Tiger Fish and Blind Shrimp | TBA                 |
|                          | 22 |                   | Octonauts and the Fish Mouth Louse            | TBA                 |
|                          | 23 |                   | Octonauts and the Deep Ocean Discovery        | TBA                 |
|                          | 24 |                   | Octonauts and the Silver Sea                  | TBA                 |
|                          | 25 |                   | Octonauts and the False Cleaner Fish          | TBA                 |
|                          | 26 |                   | Octonauts and the Scaly-Foot Snail            | TBA                 |

### Saison 5 (spéciaux)
Ces épisodes durent 22-23 minutes.
| Épisodes spéciaux (2021-) |    |                   |                                            |                     |
| No                        | #  | Titre en français | Titre original                             | Diffusion originale |
| ------------------------- | -- | ----------------- | ------------------------------------------ | ------------------- |
|                           | 27 |                   | Octonauts and the Chinese Giant Salamander | TBA                 |

### Longs métrages
Ces épisodes durent 47-72 minutes.
| Longs métrages (2020-) |                                               |                                      |                     |
| No                     | Titre en français                             | Titre original                       | Diffusion originale |
| ---------------------- | --------------------------------------------- | ------------------------------------ | ------------------- |
| 1                      | Les Octonauts et les Grottes de Sac Actun     | Octonauts and the Caves of Sac Actun | 14 août 2020        |
| 2                      | Les Octonauts et la Grande Barrière de Corail | Octonauts and the Great Barrier Reef | 13 octobre 2020     |
| 3                      | Les Octonauts et la Ceinture de Feu           | Octonauts and the Ring of Fire       | 30 mars 2021        |